# Маріон Джонс-Фарквар
Маріон Джонс-Фарквар (англ. Marion Jones Farquhar; 2 листопада 1879 — 14 березня 1965) — колишня американська тенісистка.
Перемагала на турнірах Великого шолома в одиночному, парному та змішаному парному розрядах.

## Фінали турнірів Великого шолома

### Одиночний розряд :2–2
| Результат | Рік  | Турнір            | Покриття | Суперниця         | Рахунок                 |
| --------- | ---- | ----------------- | -------- | ----------------- | ----------------------- |
| Поразка   | 1898 | Чемпіонат США     | Трава    | Джульєтт Аткінсон | 3–6, 7–5, 4–6, 6–2, 5–7 |
| Перемога  | 1899 | Чемпіонат США     | Трава    | Мод Бенкс         | 6–1, 6–1, 7–5           |
| Перемога  | 1902 | Чемпіонат США (2) | Трава    | Елізабет Мур      | 6–1, 1–0 retired        |
| Поразка   | 1903 | Чемпіонат США     | Трава    | Елізабет Мур      | 5–7, 6–8                |

### Парний розряд :1–2
| Результат | Рік  | Турнір        | Покриття | Партнерка         | Суперниці                       | Рахунок       |
| --------- | ---- | ------------- | -------- | ----------------- | ------------------------------- | ------------- |
| Поразка   | 1901 | Чемпіонат США | Трава    | Елізабет Мур      | Джульєтт Аткінсон Міртл Макатір | default       |
| Перемога  | 1902 | Чемпіонат США | Трава    | Джульєтт Аткінсон | Мод Бенкс Вінона Клостермен     | 6–2, 7–5      |
| Поразка   | 1903 | Чемпіонат США | Трава    | Міріам Голл       | Елізабет Мур Каррі Нілі         | 6–4, 1–6, 1–6 |

### Мікст :1 перемога
| Результат | Рік  | Турнір        | Покриття | Партнер       | Суперник і суперниця        | Рахунок       |
| --------- | ---- | ------------- | -------- | ------------- | --------------------------- | ------------- |
| Перемога  | 1901 | Чемпіонат США | Трава    | Реймонд Літтл | Міртл Макатір Клайд Стівенс | 6–4, 6–4, 7–5 |